# Desbutal
Desbutal foi o nome comercial de uma associação medicamentosa produzida pela farmacêutica americana Abbott. Era composta por cloridrato de metanfetamina (Desoxyn) e pentobarbital sódico (Nembutal). O Desbutal foi comercializado como um antidepressivo e também como medicamento para o tratamento da obesidade, narcolepsia, parkinsonismo e alcoolismo, mas também era comumente prescrito off label para diversas patologias. Foi um medicamento muito abusado por se tratar de duas drogas com alto potencial de causar dependência física e psíquica, e também uma das drogas de abuso envolvidas na primeira epidemia de anfetamínicos nos Estados Unidos.

## Formas farmacêuticas
Suas formas farmacêuticas incluíam 5/30 mg, 10/60 mg e 15/90 mg de cloridrato de metanfetamina e pentobarbital sódico, respectivamente.
Os comprimidos de Desbutal, em forma de 5/30 mg, eram apresentados em cápsulas de cor verde. Na forma de 10/60 mg, consistia em comprimidos bifásicos divididos numa metade de cor rosa e outra azul. A forma de maior dosagem, 15/90 mg, possuía a aparência de comprimidos bifásicos redondos, com os dois princípios ativos também divididos entre as duas metades do comprimido, a fim de controlar suas taxa de liberação plasmática e atingir um melhor perfil farmacocinético. Cada comprimido apresentava uma metade amarela que continha uma formulação de liberação imediata de pentobarbital sódico e uma metade azul que continha uma formulação de liberação prolongada de cloridrato de metanfetamina.
O abuso de Desbutal frequentemente ocorria pela separação das duas metades do comprimido, a fim de consumir as drogas em tempos distintos. Geralmente, a forma de abuso consistia em primeiro ingerir a metade contendo metanfetamina, seguida pela ingestão da metade amarela contendo pentobarbital após o pico da primeira droga ter sido atingido, pois sendo um hipnótico ajudava a minimizar a insônia e ansiedade induzidas pela metanfetamina.